# Clubiona ogatai
Clubiona ogatai este o specie de păianjeni din genul Clubiona, familia Clubionidae, descrisă de Ono, 1995. Conform Catalogue of Life specia Clubiona ogatai nu are subspecii cunoscute.